# Centrala Visayas

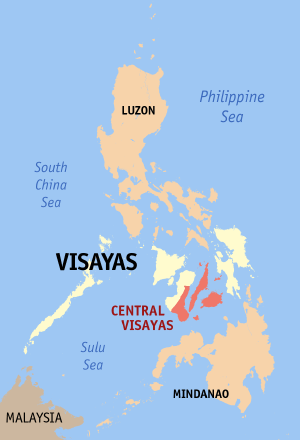
Centrala Visayas läge.

Centrala Visayas (region VII) är en region i Filippinerna med 6 487 800 invånare (2006) och en sammanlagd landareal på 14 951 km². Regionen är indelad i de fyra provinserna Bohol, Cebu, Negros Oriental och Siquijor. Varje provins motsvarar en ö i ögruppen Visayas utom Negros Oriental som omfattar östra delen av Negros. Regionhuvudstad är Cebu City.
Invånarna i regionen talar cebuano, boholano (dialekt av cebuano), filipino och engelska.